# Léon Motchane
Léon Joseph Motchane (geboren als Lew Edmundowitsch Motschan; * 19. Juni 1900 in Sankt Petersburg; † 17. Januar 1990 in Paris) war ein französischer Mathematiker und Manager. Er ist der Gründer des Institut des Hautes Études Scientifiques (IHES).
Motchane war der Sohn halb Schweizer, halb russischer Eltern. Er studierte in Sankt Petersburg, verließ Russland 1918 und folgte seiner Mutter und seinem Bruder in die Schweiz (sein Vater folgte ein Jahr später), wo er bis 1921 in Lausanne studierte. Er war dort ein Jahr Assistent in der Physik-Fakultät. Um seine Familie zu unterstützen, musste er arbeiten und ging zunächst 1921 als Agent eines Künstlers und später Angestellter einer Versicherung nach Berlin. Ab 1924 ließ er sich in Frankreich nieder, wo er es als Manager zu Wohlstand brachte. In den 1930er-Jahren erwarb er die französische Staatsbürgerschaft.
Während der Besetzung Frankreichs im Zweiten Weltkrieg war er am Untergrund-Verlagshaus Éditions de Minuite beteiligt. In dem Verlag publizierte er auch unter dem Pseudonym Thimerais (La pensée patiente, 1943, Élements de doctrine, 1944). Außerdem war er in der Résistance und wurde auch verwundet, wofür er das Croix de guerre und die Medaille der Resistance mit Rosette erhielt.
Stets mathematisch interessiert (in seiner Jugend hatte er Mathematik studiert, konnte das aber nicht abschließen), wurde er 1954 in fortgeschrittenem Alter bei Gustave Choquet in Mathematik promoviert. Er veröffentlichte schon in den 1930er-Jahren mathematische Arbeiten und wurde 1933 Mitglied der Société Mathématique de France. Nach dem Krieg veröffentlichte er einige Arbeiten in der Zeitschrift der Akademie der Wissenschaften (Compte Rendu Acad. Sci.) über theoretische Physik und Mathematik. Er war in Paris mit bedeutenden Wissenschaftlern wie Francis Perrin und Paul Montel gut bekannt.
Inspiriert durch das Institute for Advanced Study (IAS) in Princeton, das er 1958 besuchte, beschloss er ein ähnliches Institut für Europa in Frankreich zu gründen, das IHES. Dabei hatte er die Unterstützung des IAS-Direktors Robert Oppenheimer und sicherte die Finanzierung durch seine Kontakte in der Industrie (zum Beispiel Jacques Ballet, Pierre Dreyfus, André Grandpierre, Maurice Ponte, Arnaud de Vogue). Es war das erste große Unterfangen in Paris ein unabhängiges Institut zu gründen seit dem Institut Pasteur. Das IHES war ab 1962 angesiedelt in Bures-sur-Yvette bei Paris. Motchane war dessen erster Direktor von 1958 bis 1971. Dort wirkten in den Anfangsjahren unter anderem Jean Dieudonné und Alexander Grothendieck, der dort mit einer Gruppe von Schülern in den 1960er-Jahren die Algebraische Geometrie revolutionierte. 1966 nahm er für Grothendieck dessen Fields-Medaille auf dem Internationalen Mathematikerkongress in Moskau in Empfang, den Grothendieck aus politischen Gründen boykottierte.
Sein Nachfolger als IHES-Direktor wurde 1971 Nicolaas Kuiper. Motchane zog sich zunächst nach Aix-en-Provence zurück, bevor er nach Paris zurückkehrte. Er widmete sich mathematischen Arbeiten, blieb aber Vizepräsident des IHES und wurde 1978 dessen Ehrenpräsident.
Motchane war in zweiter Ehe mit der IHES-Sekretärin Annie Rolland verheiratet. Er ist der Vater des Politikers Didier Motchane (* 1931) und des Physik-Professors an der Universität Paris VII Jean-Loup Motchane.
Er war ein guter Klavier- und Schachspieler.